# Finlayson-Palast
Koordinaten: 61° 30′ 10,2″ N, 23° 45′ 23,6″ O

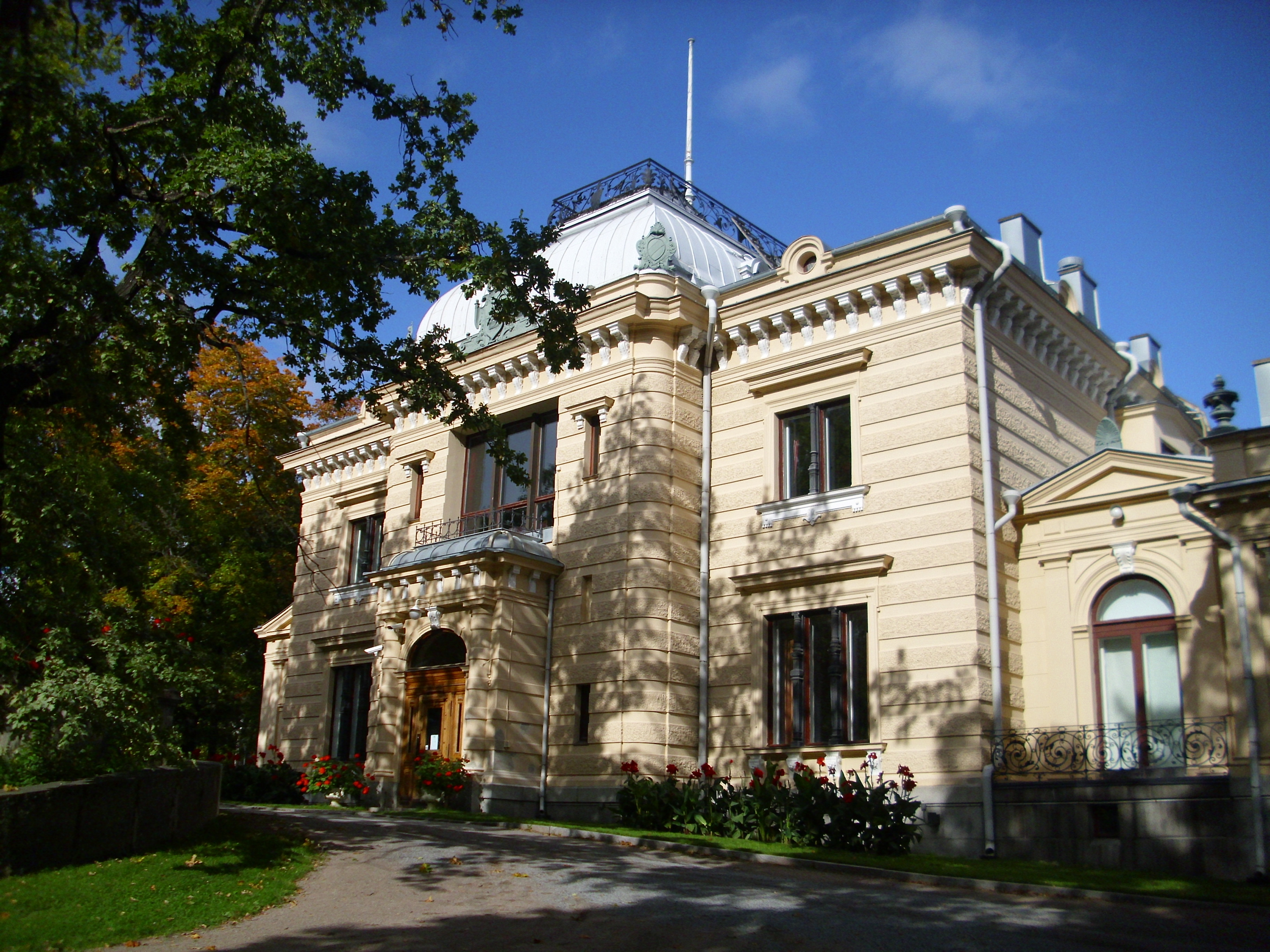
Finlayson-Palast (2009)

Der Finlayson-Palast (finn. Finlaysonin palatsi) ist ein ehemaliges Industriellenwohnhaus und heutiges Restaurant in Tampere. Er befindet sich auf dem Finlayson-Gelände im Zentrum der Stadt.
Im Auftrag Alexander von Nottbecks wurde das Gebäude im Stil des Neorenaissance vom Architekten Lambert Pettersson geplant und 1899 fertiggestellt.
Der Palast wurde an der Stelle der ehemaligen kaiserlichen Destillerie (kruunun viinapolttimo) errichtet, die bereits dem früheren Besitzer des Textilunternehmens Finlayson, James Finlayson, als Wohnsitz gedient hatte. Zwischen 1910 und 1970 wohnten im Palast die Geschäftsführer von Finlayson. Seit 1979 wurde das Gebäude als Konferenz-, Schulungs- und Repräsentationsgebäude genutzt. Seit Mitte der 1980er-Jahre fungiert das Gebäude als Restaurant und Veranstaltungsort.